# Semiothisa triumbrata
Semiothisa triumbrata är en fjärilsart som beskrevs av W. Warren 1897. Semiothisa triumbrata ingår i släktet Semiothisa och familjen mätare. Inga underarter finns listade i Catalogue of Life.